# Jean de Saie
Jean de Saie ou Johannes de Saya est un ecclésiastique français de la fin du XIVe siècle. Il fut ainsi évêque de Lombez en 1362, de Dax en 1363, d'Agen à compter de 1375 et d'Albi de 1382 à son décès.

## Biographie
Jean de Saie est chanoine de Saint-André de Bordeaux à son accession à l'épiscopat et bachelier en décrets.
En 1365, il cherche à soustraire le clergé du diocèse de Dax à une nouvelle imposition fiscale votée par les Cortes du royaume de Navarre. Dans la suite il confie la direction de son évêché à deux proches du roi Charles II de Navarre. Il accompagne probablement le pape Urbain V d'Avignon à Rome en 1369-1370. Urbain V l'envoie auprès de Louis, roi de Hongrie, pour enfin obtenir que Bernabo Visconti n'empiète plus sur les Terres de l'Église.
Lorsque Grégoire XI entreprend un nouveau retour de la papauté d'Avignon à Rome en 1377, il est probablement du voyage. À l'irruption d'un schisme dans l'Église, à l'été 1378, il prend fait et cause pour le parti des cardinaux ultramontains et leur second couteau, Robert de Genève élu pape sous le nom de Clément VII. La déroute de ce second pape et de ses armées de mercenaires au printemps 1379 le conduit à retourner au royaume de France. Il s'y emploie dès 1380 à organiser une vaste campagne militaire du duc Louis d'Anjou contre Urbain VI et Charles de Duras à Naples. L'expédition s'enlise à l'hiver 1383 autour de Naples : Jean de Saie et consorts sillonnent Florence, Milan et Avignon dans l'espoir de rassembler 100 000 florins nécessaires à la reprise des hostilités au printemps. Le duc Louis d'Anjou ne passe pas le printemps ni Jean de Saie l'automne 1383.